# Pectis
Pectis là một chi thực vật có hoa trong họ Cúc (Asteraceae).

## Loài
Chi Pectis gồm các loài: